# Ватерлоо (вождівство)
Ватерло́о (англ. Waterloo) — одне із 4 вождівств Сільського округу Західної області Сьєрра-Леоне. Адміністративний центр — місто Ватерлоо.
Населення округу становить 213778 осіб (2015; 77791 в 2004).

## Адміністративний поділ
У адміністративному відношенні вождівство складається з 4 секцій:
| № | Назва         | Оригінальна назва          | Площа, км² | Населення, осіб (2008) | Адміністративний центр |
| - | ------------- | -------------------------- | ---------- | ---------------------- | ---------------------- |
| 1 | Бенґуема      | Benguema Village Area      | -          | 10557                  | Бенґуема               |
| 2 | Ватерлоо      | Waterloo Village Area      | -          | 39316                  | Ватерлоо               |
| 3 | Гастінґс      | Hastings Village Area      | -          | 30761                  | Гастінґс               |
| 4 | Кемпбелл-Таун | Campbell Town Village Area | -          | 21729                  | Кемпбелл               |